# Flujo uniforme
El flujo uniforme, en hidráulica, pensando en un canal, tiene las siguientes características: 
- La profundidad de la corriente, el área mojada, la velocidad y el caudal en cada sección del tramo del canal son constantes; y,
- La línea de energía, superficie del agua y el fondo del canal son todas paralelas, o en otras palabras, sus pendientes son todas iguales.

En corrientes naturales, en ríos o arroyos y corrientes en estado natural raramente se experimentan la condición estricta de flujo uniforme. A pesar de estas desviaciones, la condición de  flujo uniforme es frecuentemente asumida en el  cálculo del flujo en aguas naturales.